# プラタープ・シンハ・シャハ
プラタープ・シンハ・シャハ（Pratap Singh Shah, 1751年4月16日 - 1777年11月17日）は、ネパール王国の第2代君主（在位：1775年 - 1777年）。初代君主プリトビ・ナラヤン・シャハの長男。シンハ・プラタープ・シャハ（Singh Pratap Shah）とも呼ばれる。

## 生涯
1751年4月16日、プラタープ・シンハはゴルカ王（のちネパール王）プリトビ・ナラヤン・シャハの息子として生まれた。
1775年1月11日、父王プリトビ・ナラヤンが崩御したことにより、プラタープ・シンハが王位を継承した。
その後、叔父と弟バハドゥル・シャハが自身の殺害計画を企てたとして投獄したが、弟を投獄、叔父は逃亡した。だが、謀叛の証拠はなく、王弟はのちに釈放された。
同年、父王が交渉半ばで果たせずに終わったチベットとの交易協定を締結した。協定の内容は、両国の貨幣純度の平等、純度に関しては両国の協議で決定すること、ケルン、クティ以外に金銀を運ばないことが定められた。
1777年11月17日、プラタープ・シンハは崩御し、2歳の長男ラナ・バハドゥル・シャハが後を継ぐ。